# Crotalus transversus
Crotalus transversus este o specie de șerpi din genul Crotalus, familia Viperidae, descrisă de Taylor 1944. A fost clasificată de IUCN ca specie cu risc scăzut. Conform Catalogue of Life specia Crotalus transversus nu are subspecii cunoscute.